# Smithereens (álbum)
SMITHEREENS es el tercer Álbum de estudio del cantautor japonés Joji, lanzado el 4 de noviembre de 2022 a través de la disquera 88rising. Cuenta con los sencillos "Glimpse Of Us", "Die For You" y "Yukon (Interlude)". 

## Antecedentes
Este álbum está dividido en dos caras (A y B), la primera contiene "baladas introspectivas", mientras que la segunda contiene sonidos con influencia lo-fi y trap.

## Lista de canciones
El lado A contiene 5 canciones y el lado B cuatro.
| Smithereens Lado A |                          |                |          |  |
| N.º                | Título                   | Productor (es) | Duración |  |
| 1.                 | «Glimpse Of Us»          | C. McDonough   | 3:53     |  |
| 2.                 | «Feeling Like The End»   | Randolph       | 1:42     |  |
| 3.                 | «Die For You»            | Ray            | 3:31     |  |
| 4.                 | «Before the Day is Over» | Parker         | 3:33     |  |
| 5.                 | «Dissolve»               | Suburban Plaza | 2:57     |  |

| Smithereens Lado B |                     |                |          |  |
| N.º                | Título              | Productor (es) | Duración |  |
| 6.                 | «Night Rider»       | Joji           | 2:07     |  |
| 7.                 | «BlahBlahBlah Demo» | Reyes          | 2:22     |  |
| 8.                 | «Yukon (Interlude)» | Joji           | 2:21     |  |
| 9.                 | «1AM Freestyle»     | Bekon          | 1:53     |  |